# Benjamin Eyaga
Benjamin Eyaga, né le 28 mars 1988 à Bafoussam, est un acteur, scénariste, réalisateur et producteur de films et séries camerounais. Il a à son actif plusieurs films et séries. Il est principalement connu pour le  film Mes silences et la série télévisée Les secrets de l'amour.

## Biographie

### Enfance et débuts
Benjamin Eyaga est né le 28 mars 1988 à Bafoussam de parents originaires des régions de l'Ouest et du Centre du Cameroun. Il fait ses études primaires à l'école publique de Djeleng 5 à Bafoussam. Il commence ses études secondaires au Ces de Bafoussam Rural devenu plus tard Lycée de Bafoussam Rural. Faute de moyen financier, il arrête ses études en classe de 4e à l'âge de 13 ans. A la maison, Benjamin Eyaga se passionne pour la lecture ce qui le pousse plus tard à se lancer dans l'écriture scénaristique. Il s'installe à Yaoundé dans les années 2005 et développe son amour pour l'écriture de scénario. Benjamin Eyaga apprend sur le tas. il est initié par le réalisateur Honoré Noumabeu et    poursuit sa formation auprès des cinéastes Domique Bihina, Rigobert Tamwa et Frank Olivier Ndema,.

### Carrière
Benjamin Eyaga fait ses premiers pas dans l'univers du cinéma en 2006 en écrivant le scénario de la série Au nom de la loi. En 2015 il est l'acteur principal de la série Au Nom de la Loi réalisée par Domique Bihina et diffusée sur A+. À partir de 2016, il écrit et réalise ses premiers courts-métrages dont Course Contre la Honte sorti en 2016 et Devoted sorti en 2017. Le court-métrage Devoted est sélectionné au festival RIFIC de Yaoundé et est diffusé sur France-Télévision. En 2018, il réalise Mes Silences, un film de 24 minutes qui parle de violences sexuelles. Le film fait partie de la sélection officielle des Écrans Noirs 2018 et est retenu au Festival de Cannes dans la catégorie Short Film Corner, ainsi qu'au Festival des Films du Monde. Le film remporte 4 prix lors l'édition 2019 du festival Komane dont le prix du Meilleur Film, le prix de la meilleure interprétation féminine pour Lynn Penpen, le prix de la meilleure interprétation masculine pour Noah Nguini et le prix du meilleur décor. En 2019, le film compte 9 distinctions reçues et est nommé dans la catégorie fiction court métrage au Fespaco 2019,. En 2019, il réalise une série documentaire de trois épisodes intitulé I Have a Dream.
En 2020, il réalise Les Secrets de l'Amour, sa première série télévisée. Il y joue l'un des rôles principaux aux côtés de Passy Ngah et Marie-Inès Ayonga. La série fait partie de la sélection du Festival écrans noirs, du festival Vues d'Afrique à Montréal et du Fespaco 2021, et est diffusée sur la chaine de télévision TV5 Monde en 2022. En 2022, il joue dans le film Prisonnier de mon passé de Ghislain Towa et la série Vengeance de Simon William Kum, en compétition au Festival Panafricain du Cinéma et de la Télévision de Ouagadougou (Fespaco 2023).
En février 2023, la série Les Secrets de l'Amour remporte le Laurier Francophone du Sud lors de la 28ème cérémonie des Lauriers de l'audiovisuel.

## Filmographie

### En tant que réalisateur

#### Courts-métrages
- 2016: Course Contre la Honte
- 2017: Devoted
- 2018: Mes Silences

#### Séries
- 2021: Les Secrets de L'amour

#### Séries documentaires
- 2019: I Have a Dream

### En tant qu'acteur
- 2015: Au Nom de la Loi

- 2018: Rancœur
- 2021: Les Secrets de L'amour

- 2022: Prisonnier de Mon Passé de Ghislain Towa
- 2022 : Vengeance de Simon William Kum

## Prix et distinctions
- 2018: Prix du meilleur scénario au festival Emergence avec le film Mes Silences
- 2018: Meilleure collaboration artistique et meilleure interprétation féminine au Rific avec Mes Silences
- 2019: Prix du meilleur film au festival Komane avec Mes Silences
- 2019: Prix du jury et prix de la meilleure interprétation féminine au festival Court métrage d'Afrique Centrale avec Mes silences
- 2022: Prix du meilleur acteur pour Benjamin Eyaga au festival Komane avec le film Prisonnier de Mon Passé de Ghislain Towa
- 2023: Prix Laurier Francophone du Sud avec la série Les Secrets de l'Amour